# Małgorzata Gorol

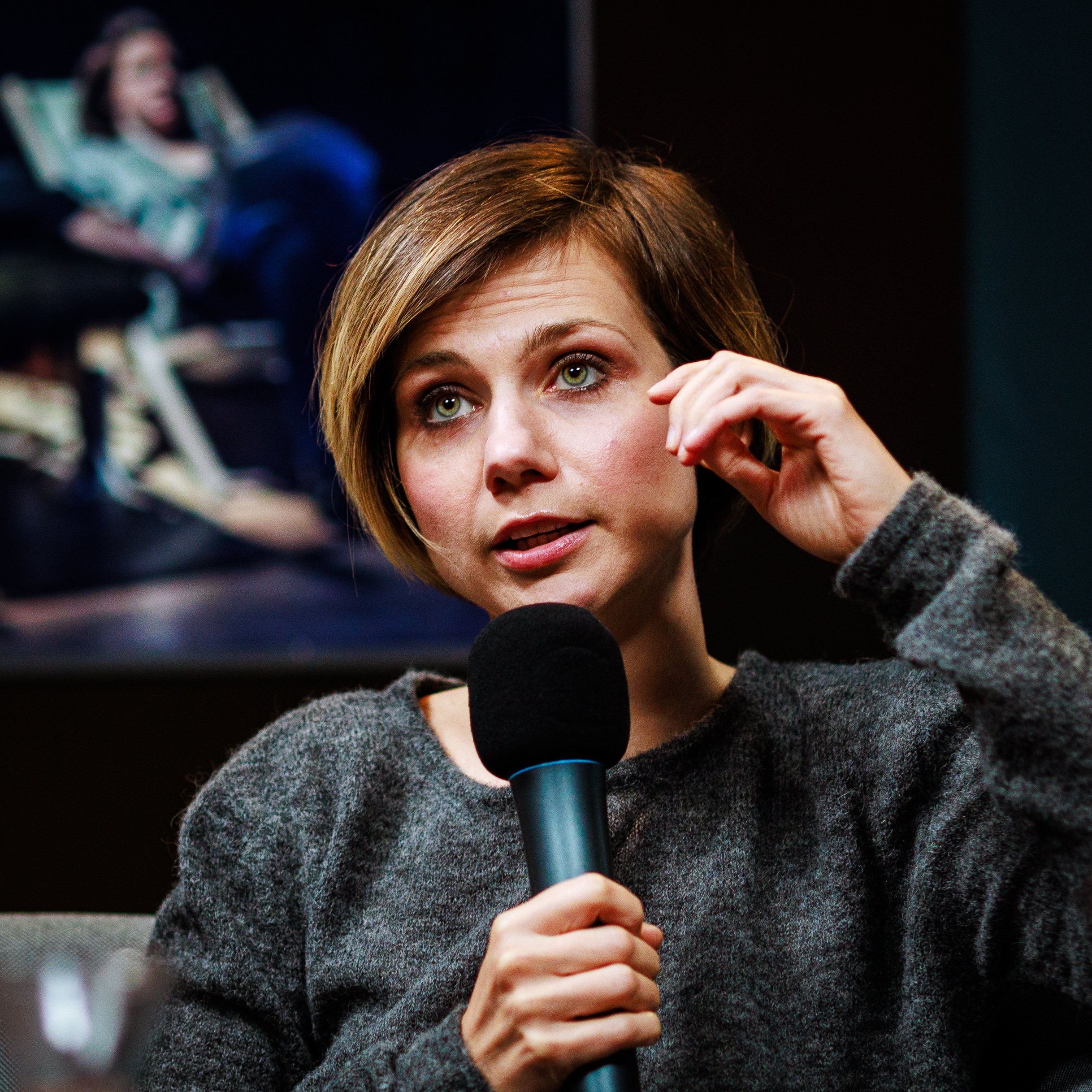
Małgorzata Gorol im Jahr 2024

Małgorzata Gorol (* 1. Juni 1986 in Katowice, Polen) ist eine polnische Schauspielerin.

## Leben
Małgorzata Gorol wurde 1986 in Katowice im Süden Polens geboren. Ihre Ausbildung erfuhr sie an der Schauspielabteilung der Ludwik-Solski-Akademie für darstellende Kunst (PWST) in Krakau, an der sie im Jahr 2013 ihren Abschluss machte. Sie gehörte von 2013 bis 2016 zum Ensemble des Polnischen Theaters (Teatr Polski) in Breslau und ab 2016 spielte sie am Stary-Theater in Krakau.
Im Fernsehen gab sie 2010 ihr Debüt in der Serie Ratownicy, 2016 spielte sie eine kleine Rolle in dem preisgekrönten Kinofilm I, Olga (im Original Já, Olga Hepnarová). Eine wichtige Rolle übernahm sie in dem Film Śubuk, welches ihr 2023 eine Nominierung beim Polnischen Filmpreis als Beste Hauptdarstellerin einbrachte.

## Filmografie
- 2010: Ratownicy (Fernsehserie)
- 2016: I, Olga (Já, Olga Hepnarová)
- 2018: Die Maske (Twarz)
- 2022: Odwilz
- 2022: Śubuk